# Kitaj-gorod (metrostation)
Kitaj-gorod (Russisch: Китай-город uitspraakⓘ) is een station aan de Kaloezjsko-Rizjskaja-lijn en de Tagansko-Krasnopresnenskaja-lijn van de Moskouse metro.

## Geschiedenis
De eerste voorstellen voor het metronet van begin 1932 omvatte vijf lijnen die de binnenstad doorkruisten; Mjasnitsjko-Oesatsjevski, Tagansko-Tverskaja, Arbatsko-Pokrovskaja, Dzerzjinsko-Zamoskvoretski en Rogozjski-Krasnopresnenski. In de zomer van 1932 volgde een gewijzigd voorstel met een Kaloezjsko-Timirjazevskaja-lijn en station Plosjtsjad Nogina (Noginplein) aan de Tagansko-Tverskaja-lijn. Britse experts die waren uitgenodigd om de plannen te beoordelen, adviseerden om de Dzerzjinsko-Zamoskvoretski en de Tagansko-Tverskaja niet te bouwen en in plaats daarvan de Zamoskvoretsko-Tverskaja-lijn en de Dzjerzjinsko-Taganskaja-lijn aan te leggen. In 1934 werd dit voorstel overgenomen maar in 1938 lag er een voorstel voor een overstap tussen een Kaloezjsko-Dzerzjinskaja-lijn en een Tagansko-Timirjazevskaja-lijn bij de Jaoeza poort. Na nog een aantal wijzigingen in de plannen werd in 1957 besloten om ter hoogte van het Noginplein een overstapstation tussen de Kaloezjsko-Timirjazevskaja-lijn en de Tagansko-Krasnopresnenskaja-lijn te bouwen. In 1965 volgde het besluit om de Rizjskaja-radius en de Kaloezjskaja-radius samen te voegen door de lijn ten noorden van het Noginplein niet via Dzerzjinskaja naar Timirjazevskaja te laten lopen maar aan te sluiten op de Rizjskaja-radius bij Prospekt Mira. De Dzjerzjinsko-Taganskaja-lijn uit 1934 kwam weer terug in de plannen als verlenging van de Zjadanovsko-radius tot in de binnenstad. In 1968 werd de bouw van het station goedgekeurd, de aanleg van de tunnel tussen Taganskaja en Plosjtsjad Nogina werd versneld uitgevoerd. Tegelijkertijd werd gewerkt aan het verlengen van de Kaloezjskaja-radius ten noorden van Oktjabrskaja naar het Noginplein. De eerste metro's reden op 30 december 1970 naar het Noginaplein. Op 3 januari 1971 werd het station voor het publiek geopend als noordelijke eindpunt van zowel de Kaloezjskaja-radius als de Zjadanovsko-radius. Destijds kreeg het station de naam Plosjtsjad Nogina (Noginplein) naar het plein boven het station dat genoemd was naar Sovjet-patriot Viktor Nogin. Op 5 november 1990 werd het plein omgedoopt in Slavjanskiplein en de naam van voor 1924, Varvarkaplein, kwam ook terug als de naam Varvarkapoort voor de zijstraat aan de zuidwest kant van het plein. Het station kreeg de historische naam, Kitaj-gorod (Chinese stad), van de wijk die tussen het metrostation in het oosten en het Rode Plein in het westen ligt. Na de opening werd het station slechts gedeeltelijk in gebruik genomen, de metro's kwamen binnen langs de twee oostelijke perrons en keerden ten noorden van het station via overloopwissels naar de westelijke perrons voor de terugrit naar het zuiden. Op 5 januari 1972 werd de Kaloezjsko-Rizjskaja-lijn door de binnenstad voltooid, de Tagansko-Krasnopresnenskaja-lijn onder de binnenstad was pas op 17 december 1975 gereed en sindsdien is het station volledig operationeel. In het oorspronkelijke metroplan was een metrostation aan de Arbatsko-Pokrovskaja-lijn ter hoogte van de Ilinskipoort opgenomen. Dit station werd in 1937 geschrapt om de aanleg van die lijn te versnellen maar later zijn er weer voorstellen gedaan om dit station onder de naam Kitaj-gorod 3 of Chmelnitskaja alsnog te bouwen om ook een overstap met de Arbatsko-Pokrovskaja-lijn te realiseren.

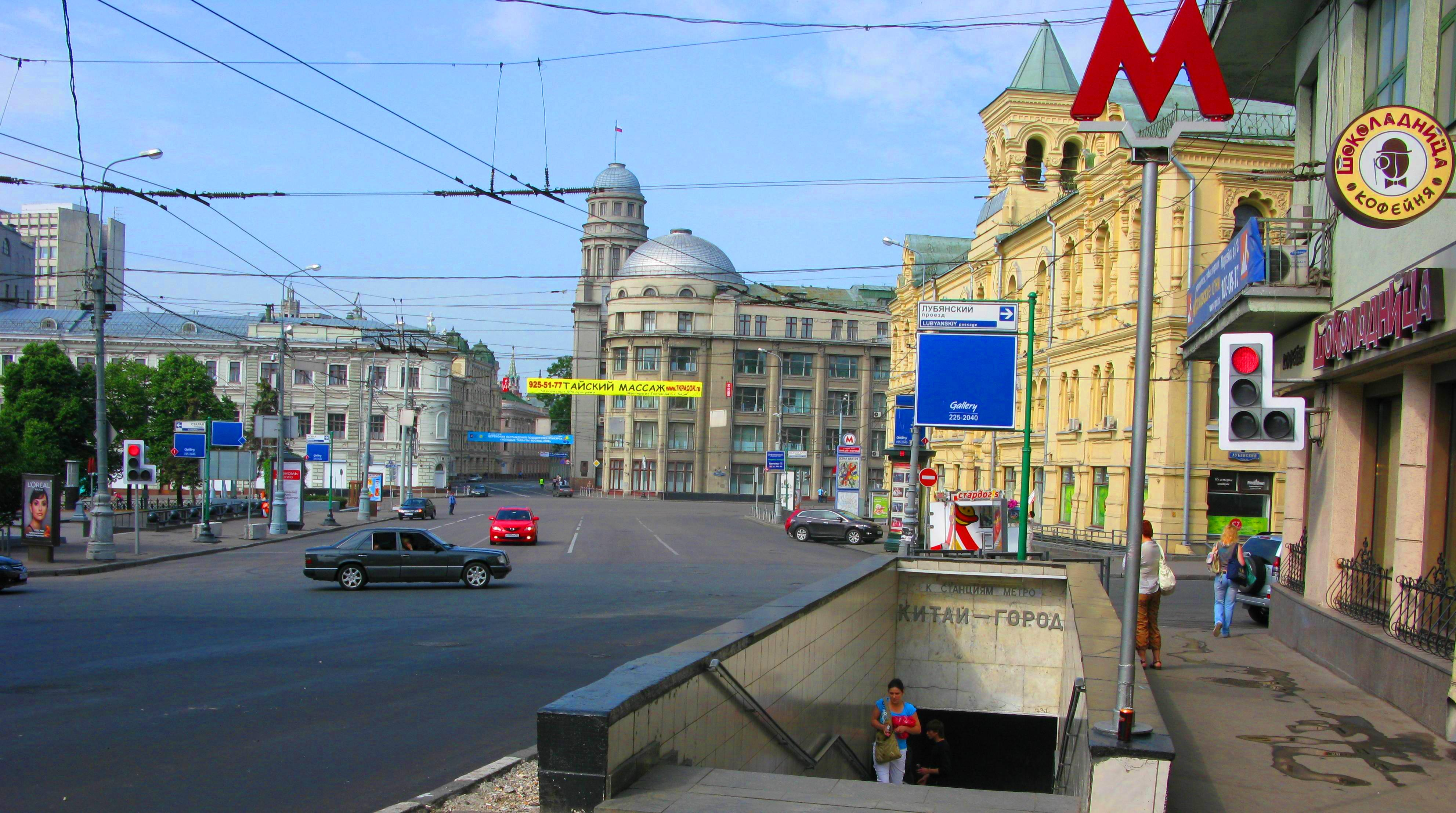
De noordelijke ingang aan de Oelitsa Marosejka
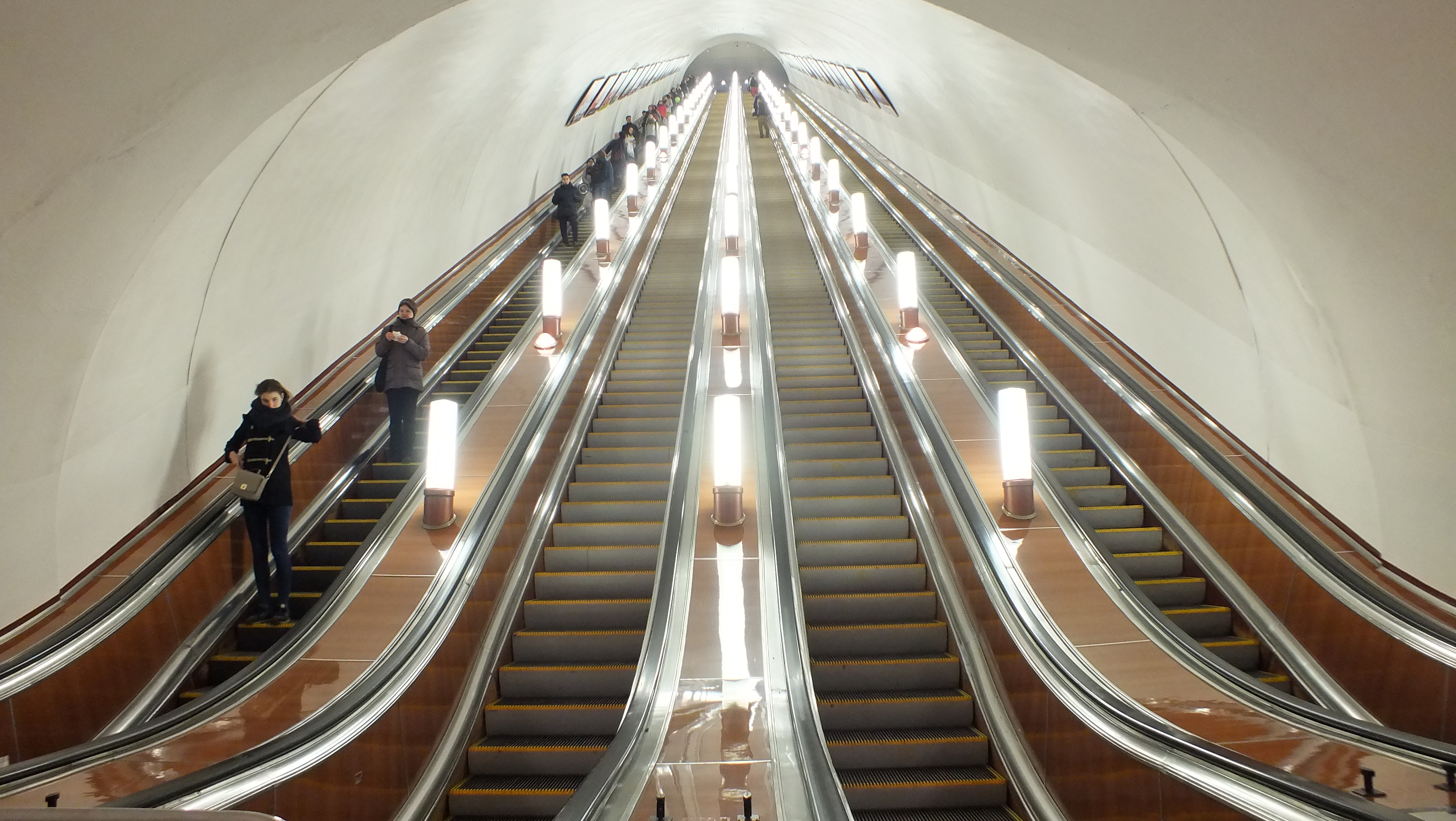
De roltrappen aan de noordkant
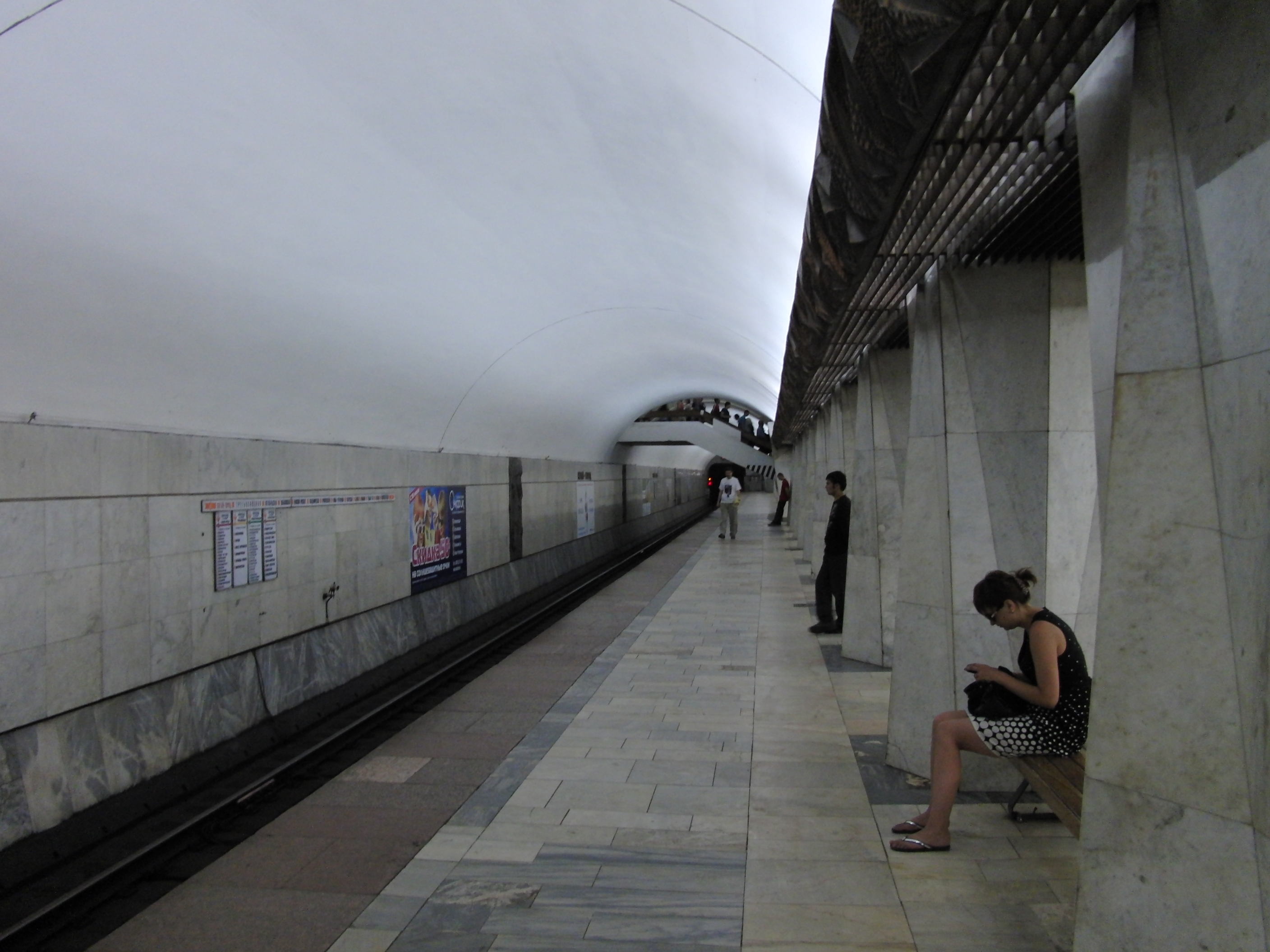
Het perron

## Ontwerp en inrichting
Kitaj-gorod in de centrale okroeg van Moskou onder het Ilinskiplein waar de districten Basmanni, Tver en Taganski bij elkaar komen. Het station heeft geen stationsgebouw maar twee ondergrondse verdeelhallen, een boven elk perroneinde. De noordelijke verdeelhal heeft acht trappen; aan de Marosejkastraat, de Loebjanskipassage, de Ilinkastraat, Ilinskipoortplein, het nieuweplein, het  oudeplein en twee bij de Plevnakapel. De zuidelijke verdeelhal heeft zeven trappen; aan het Slavjanskaja-plein, de Soljankastraat, de Loebjanskipassage, de Kitaj-gorodskajapassage, de Soljanski doodlopendeweg, het Oudeplein en bij de Varvarkapoort.De verdelen hallen bieden beide toegang tot zowel de oostelijke als de westelijke middenhal. Aan de zuidkant vormen de roltrappen een rechtstreekse verbinding tussen de middenhallen en de verdeelhal. De roltrappen uit de noordelijke verdeelhal komen uit op een tussenverdieping die op haar beurt met vaste trappen met de middenhallen is verbonden. Aan de oostkant van de tussenverdieping staat een borstbeeld van Viktor Nogin, van de hand van A.P. Sjlykova. De noordelijke verdeelhal is in 2017 gerenoveerd waarbij de gebakken tegels op de wanden van de ondergrondse gangen werden vervangen door porselein en de asfaltvloer door graniet. De zuilen zijn bekleed met zwart gabbro-marmer. Ondergronds bestaat Kitaj-gorod in feite uit twee naast elkaar gelegen kolommenstations op 29 meter diepte, die elk drie tunnelbuizen hebben. Het oostelijke voor de treinen in noordelijke richting is ontworpen door de architecten L.V. Lilie, V.A. Litvinov, M.F. Markovski o.l.v. A.F. Strelkov, het westelijke door L.V. Malasjonnok, I.G. Petoechova en I.G. Taranov tekenden voor de verdeelhallen met loketten. Hoewel het al in 1969 geopende Kasjirskaja ook gebouwd is als een station met overstap op hetzelfde perron is Kitaj-gorod het eerste Moskouse metrostation waar dit ook echt plaatsvond, Kasjirskaja volgde pas in 1984. De overstap op hetzelfde perron vindt hier plaats tussen de beide lijnen in dezelfde richting, indien iemand verder wil reizen op de andere lijn in de andere richting moet hij via een loopbrug naar de andere middenhal. Na Kitaj-gorod zijn ook Tretjakovskaja, Park Pobedy, Koentsevskaja en Petrovsko-Razoemovskaja gebouwd met een overstap op hetzelfde perron. In het oostelijke deel rijden de metro's op beide lijnen in noordelijke richting, spoor 1 wordt gebruikt door de Kaloezjsko-Rizjskaja-lijn richting Toergenevskaja, spoor 2 door de Tagansko-Krasnopresnenskaja-lijn richting Koeznetski Most. Het westelijke deel wordt bediend door de metro's in zuidelijke richting, spoor 1 door de Tagansko-Krasnopresnenskaja-lijn richting Taganskaja, spoor 2 door de Kaloezjsko-Rizjskaja-lijn richting Tretjakovskaja. In het midden van beide middenhallen zijn trappen over de breedte van drie kolommen die naar de verbindingsbrug voor overstappers lopen. In beide stationsdelen wordt het gewelf door massieve kolommen gesteund. In het westelijke deel hebben de kolommen een prisma vorm met de punt naar beneden in de doorgangen en naar boven op de langszijden. De ontwerpers noemden dit deel dan ook de Kristalhal Boven de kolommen zijn metalen friezen met piramidevormen aangebracht over de volle lengte. De lampen zijn achter de friezen aangebracht en zorgt door weerkaatsing op het gewelf voor indirecte verlichting van het station. De tunnelwanden en de kolommen zijn bekleed met grijs marmer, terwijl de vloer uit crèmekleurig marmer bestaat. Op de tunnelwanden zijn reliëfs gemonteerd met afbeeldingen van hamer, sikkel, duiven en sterren. In het oostelijke deel zijn de kolommen glad afgewerkt langs de doorgangen terwijl in de langsrichting ribben zijn aangebracht, de ontwerpers noemden dit deel dan ook de Accordeonhal. In deze hal zijn zowel de kolommen als de tunnelwanden bekleed met crèmekleurig marmer. De onderrand op de tunnelwanden bestaat uit wit marmer met gegoten platen in de vorm van een brandende fakkel. De friezen en decoraties zijn van de hand van de kunstenaars H.M. Rysinoe, A.J. Lapinoe en D.J. Bodiniëskoe.

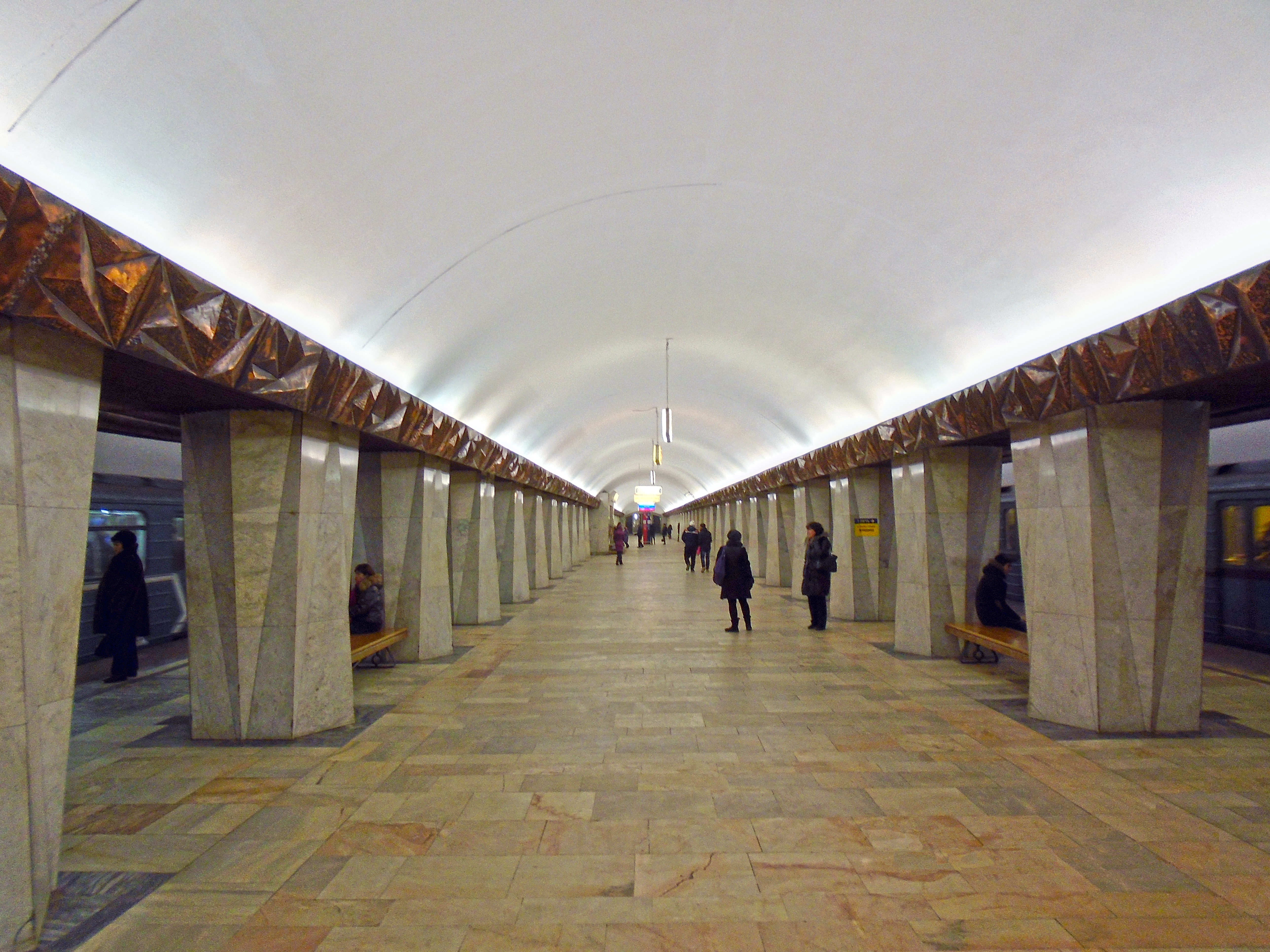
De westelijke middenhal
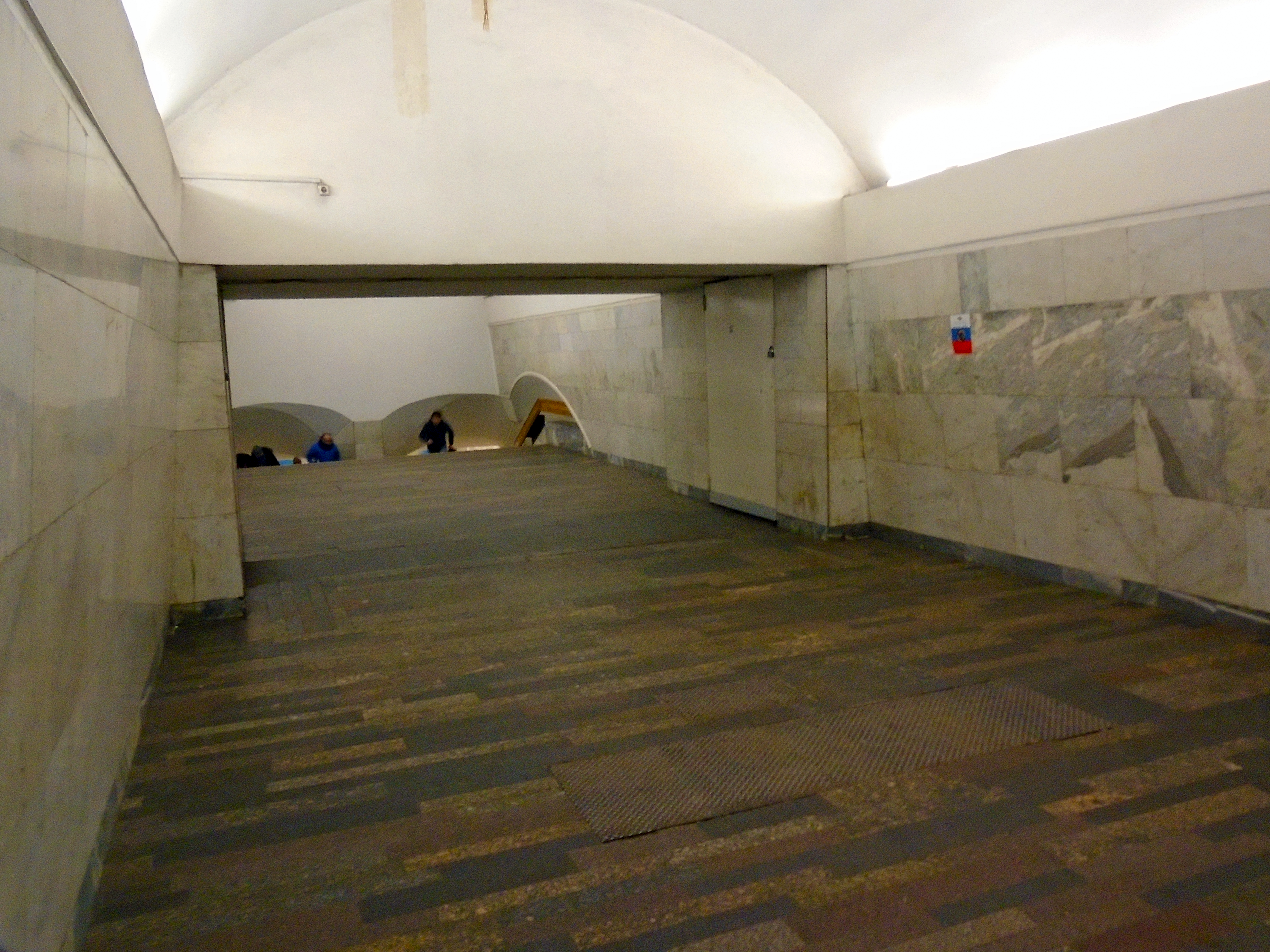
De verbindingsbrug tussen de beide stationsdelen
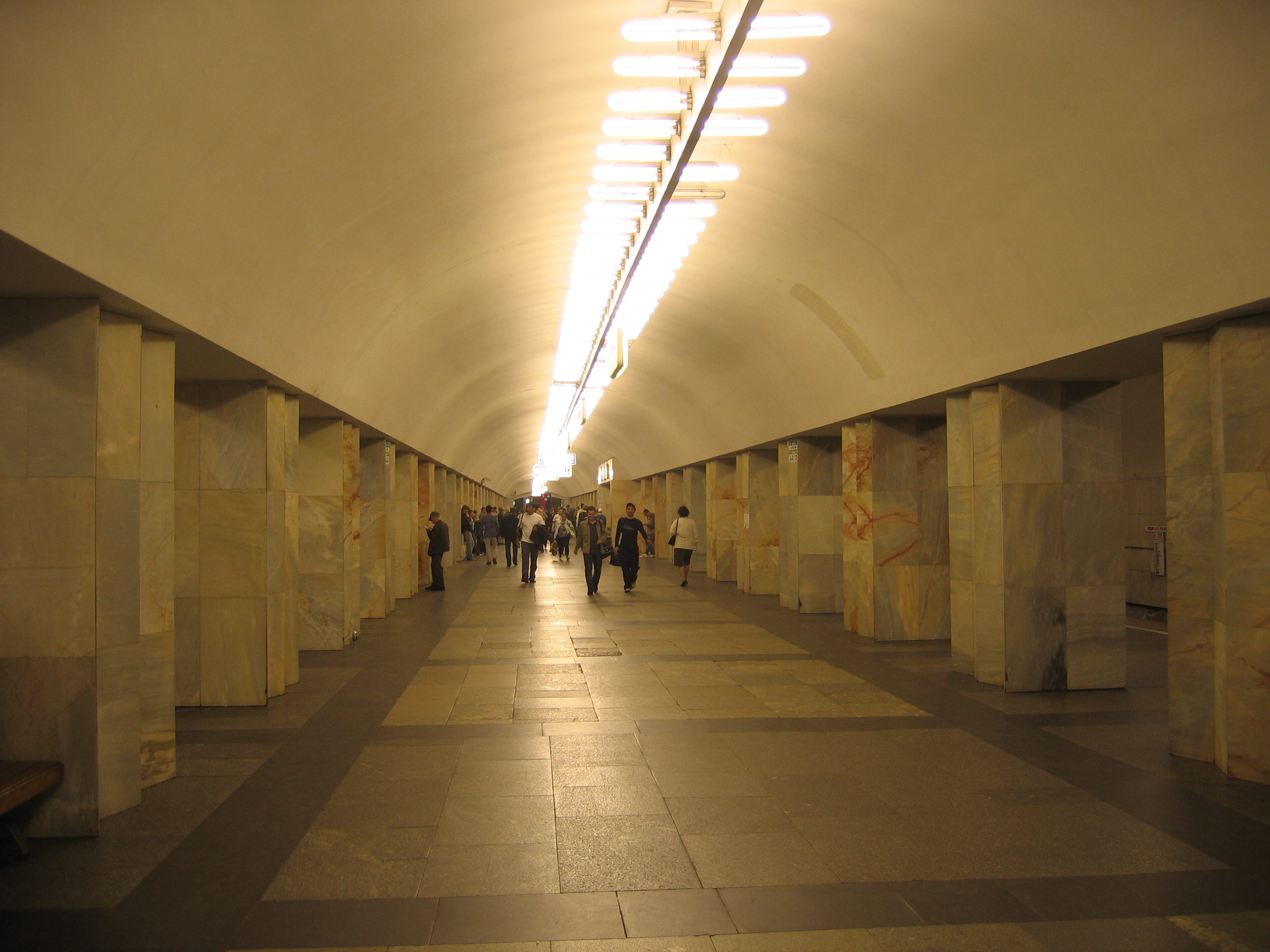
De oostelijke middenhal

## Reizigersverkeer
In 1999 bedroeg het aantal reizigers 103.800 reizigers per dag en in maart 2002 was dit opgelopen tot 104.100. Het station gaat om 5:35 uur 's morgens open voor eizigers en sluit om 1:00 uur 's nachts. Op de Kaloezjsko-Rizjskaja-lijn vertrekt doordeweeks de eerste trein naar het zuiden om 5:49 uur en in het weekeinde om 5:51 uur. In noordelijke richting is het op even dagen om 5:44 uur, op oneven dagen door de week om 5:43 uur en in het weekeinde om 5:42 uur. Op de Tagansko-Krasnopresnenskaja-lijn vertrekt op even dagen de eerste trein naar het zuiden om 5:49 uur, op oneven dagen doordeweeks is dit 5:48 uur en in het weekeinde om 5:47 uur. In noordelijke richting op oneven dagen om 5:53 uur, op even dagen doordeweeks is dit 5:55 uur en in het weekeinde om 5:57 uur.

## Bezienswaardigheden en cultuur
Rond het station zijn verschillende bezienswaardigheden te vinden. Rond de noordelijke uitgang het polytechnisch museum, de Plevnakapel en de St. Nicolaaskerk. Rond de zuidelijke ingang het monument voor Cyril en Methodius, de makers van het Slavische alfabet, deAllerheiligenkerk op Koelisjki, de Geboortekerk van Johannes de Doper en in de onderdoorgang de fundamenten van de Varvarkatoren. Het station is in de post-apocalyptische roman metro 2033 de vestigingsplaats van misdaadbendes. In het science fiction boek De bescheiden held van de metro van Vladimir Vasiljev is het station Marosejka aan de Arbatsko-Pokrovskaja-lijn bereikbaar via een tunnel in het verlengde van de tussenverdieping waar nu het beeld van Nogin staat. Het station was een populaire plek voor afspraken “op de Noga aan het hoofd”, wat wilde zeggen in het het metrostation Plosjtsjad Nogina bij het beeld van Victor Nogin.